# Battles (album)
Battles è il terzo album in studio del gruppo hard rock statunitense Charm City Devils, pubblicato il 23 settembre 2014 dopo la firma di un contratto con la The End Records. L'uscita dell'album è stata preceduta dalla pubblicazione, il 29 luglio 2014, del singolo Shots.

## Tracce
1. Tear It Apart – 3:20
2. Crucify – 3:48
3. Shots – 3:54
4. Everyday – 3:34
5. Want – 2:53
6. God's Gonna Cut You Down – 3:05
7. Lying to Yourself – 3:29
8. Rich n Famous – 3:03
9. Destiny – 4:40
10. Karma – 3:08
11. Let It Go – 3:47

Traccia bonus della versione iTunes
1. Shots (radio version) – 4:06

## Formazione
- John Allen – voce
- Anthony Arambula – basso
- Jason Heiser – batteria
- Victor Karrera – chitarra
- Nick Kay – chitarra

## Classifiche
| Classifica         | Posizione massima |
| ------------------ | ----------------- |
| US Top Heatseekers | 40                |